# 小牛田郵便局
小牛田郵便局（こごたゆうびんきょく）は宮城県遠田郡美里町藤ケ崎町にある郵便局。民営化前の分類では集配普通郵便局であった。

## 概要
近隣に位置する小牛田駅が鉄道拠点上の要所であったことから、旧普通局かつ旧3桁局だが、民営化にあたっては宮城県内の旧3桁局としては唯一郵便事業の支店が併設されず、郵便事業古川支店が統括する集配センターが併設された（その一方で、平成の大合併における合併市の中心部に位置する旧特定局である佐沼郵便局と築館郵便局には支店が併設された）。
なお、〒987-00xxは、小牛田郵便局の管轄地域の郵便番号だが、〒987-08xxは欠番、〒987-09xxは米川郵便局（登米市）管轄地域の郵便番号である。

## 沿革
- 1916年（大正5年）
  - 6月21日 - 遠田郡不動堂村に小牛田駅前郵便局（三等）として開局[1]。
  - 11月26日 - 請願により電信取扱を開始[2]。
- 1921年（大正10年）5月21日 - 電話交換業務を開始[3]。
- 1945年（昭和20年）2月1日 - 小牛田郵便局から集配業務および電報配達業務を移管[4]。同日、小牛田駅前郵便局は小牛田郵便局に[5]、小牛田郵便局は小牛田町屋敷郵便局[6]に改称[7]。
- 1949年（昭和24年）6月1日 - 逓信省が郵政省と電気通信省に分割するのに伴って、小牛田郵便局と小牛田電報電話局に分割[8]。
- 1971年（昭和46年）7月 - 局舎新築落成。
- 1982年（昭和57年）11月15日 -  陸羽東線を経由する鉄道郵便輸送（小牛田新庄線）が廃止。専用自動車便に変更。
- 2000年（平成12年）8月14日 - 外国通貨の両替および旅行小切手の売買に関する業務取扱を開始[9]。
- 2007年（平成19年）
  - 3月5日 - 古川郵便局を統括センターとする配達センター化。
  - 10月1日 - 民営化に伴い、併設された郵便事業古川支店小牛田集配センターに一部業務を移管。
- 2012年（平成24年）10月1日 - 日本郵便株式会社の発足に伴い、郵便事業古川支店小牛田集配センターを小牛田郵便局に統合。
- 2015年（平成27年）3月23日 - 南郷郵便局から「989-42xx」区域の集配業務を移管。

## 取扱内容
- 郵便、印紙、ゆうパック、内容証明
- 貯金、為替、振替、振込、国際送金、国債、投資信託
- 生命保険、バイク自賠責保険
- ゆうちょ銀行ATM
- 美里町の全域（〒987-00xx、989-42xx）の集配業務

## 周辺
- 美里町役場
- 遠田警察署
- 宮城県立支援学校小牛田高等学園
- 宮城県立聴覚支援学校小牛田校

## アクセス
- JR東北本線・陸羽東線・石巻線 小牛田駅から徒歩約4分
- 美里町住民バス 郵便局前停留所下車
- 東北自動車道 古川ICから南東へ約13km
- 駐車場あり：11台